# Kirchbichl
Kirchbichl ist eine Gemeinde mit 6009 Einwohnern (Stand 1. Jänner 2024) im Bezirk Kufstein, Tirol (Österreich). Die Gemeinde liegt im Gerichtsbezirk Kufstein.

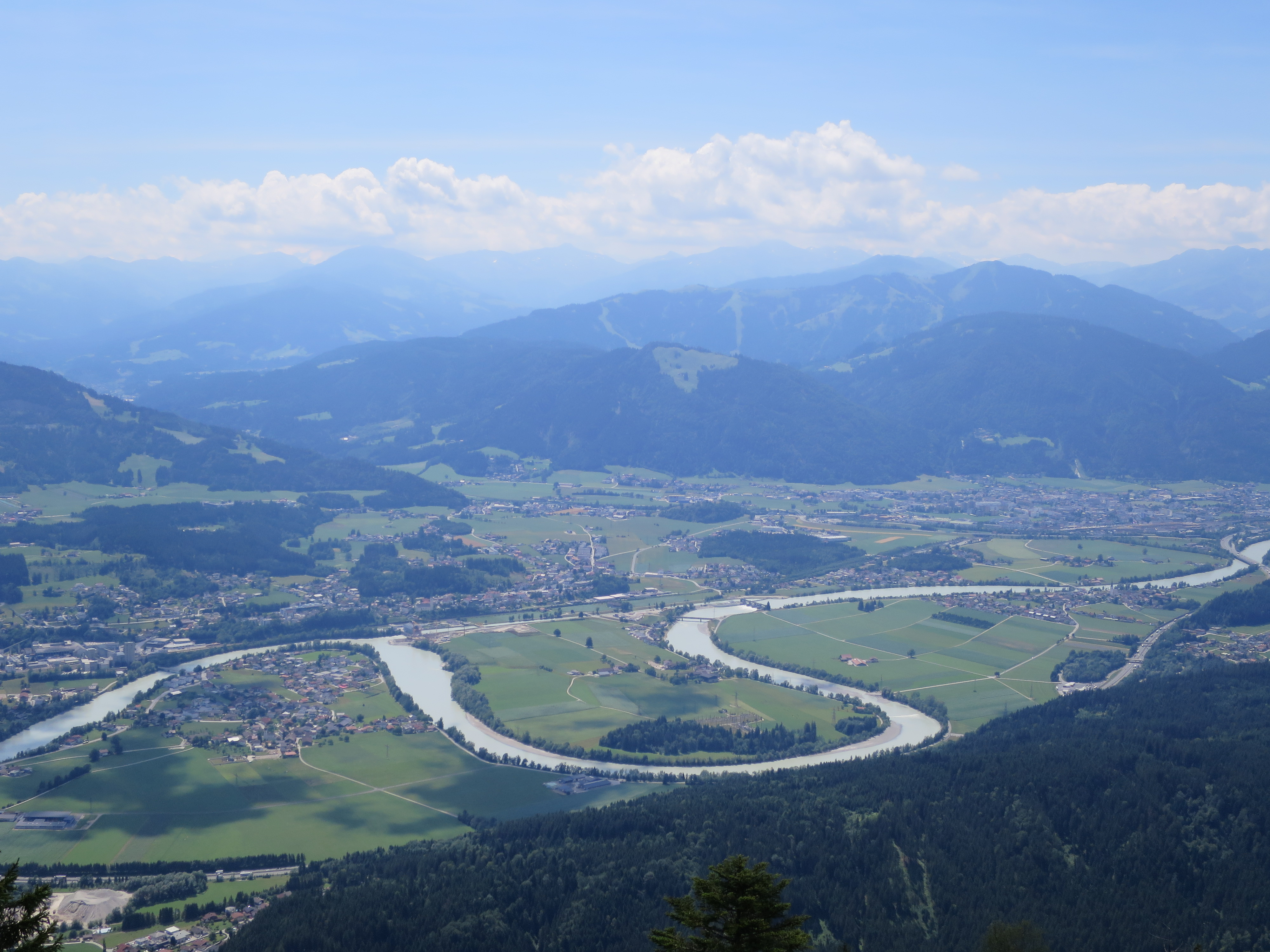
Panorama von Kirchbichl mit dem Inn im Vordergrund.

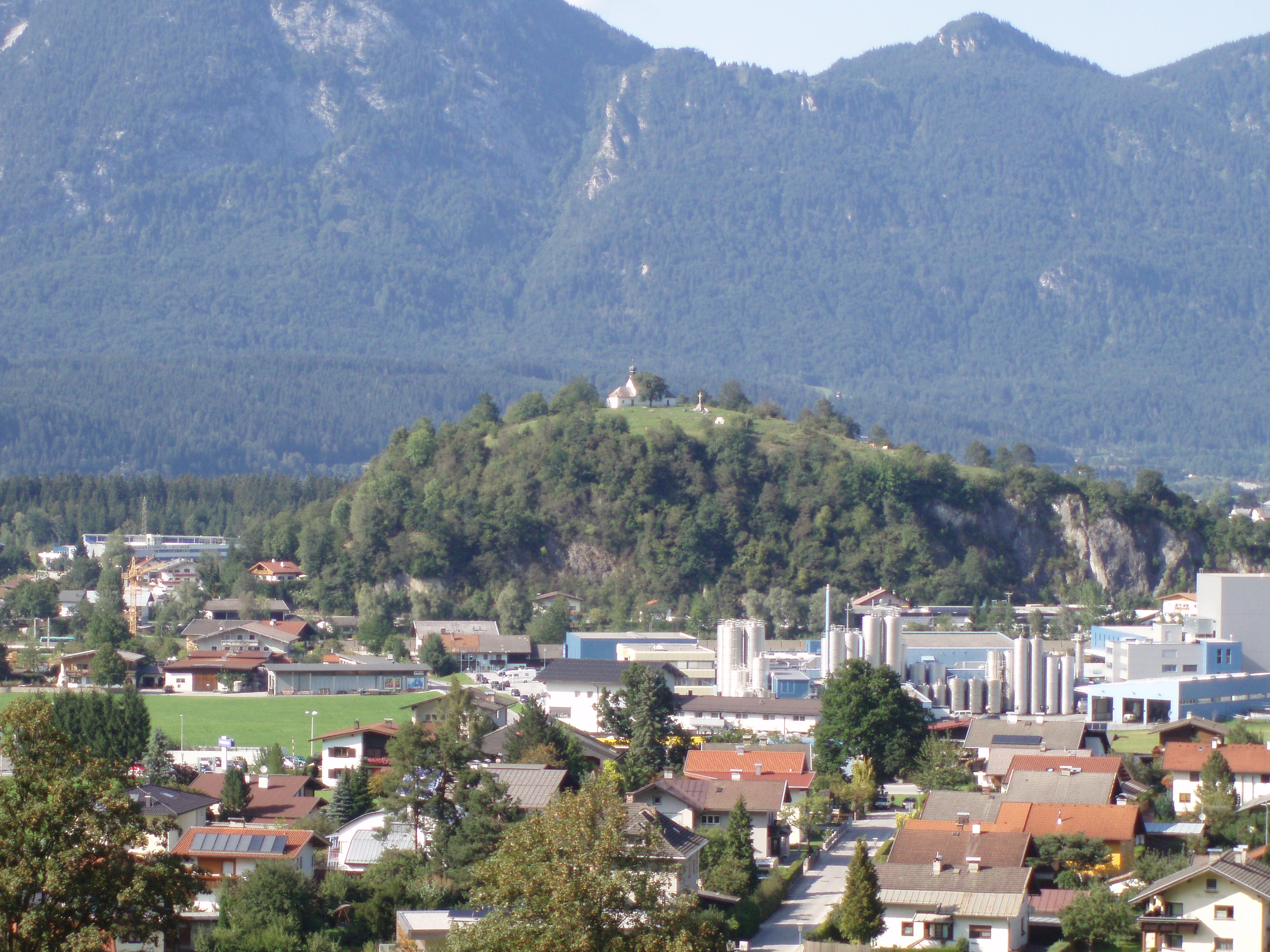
Das Grattenbergl am Westrand von Kirchbichl

## Geografie
Kirchbichl liegt im Unterinntal nordöstlich von Wörgl. Die Grenze im Westen bildet der Inn, im Süden die Brixentaler Ache. Vom Inntal in einer Höhe von 490 Meter steigt das Gemeindegebiet nach Osten auf 600 Meter an. Im Südosten liegt erreicht das Juffinger Jöchl (Paisslberg) 1181 Meter Seehöhe.
Die Gemeinde hat eine Fläche von fünfzehn Quadratkilometer. Davon sind 41 Prozent landwirtschaftliche Nutzfläche, 32 Prozent Wald, sieben Prozent Gärten und fünf Prozent Gewässer.

### Gemeindegliederung
| Katastralgemeinden     | Ortschaften in der Gemeinde |
| ---------------------- | --- |
| Kirchbichl (14,97 km²) | Bichlwang (D) Glaurach (W) Grabenmühle (R) Hirnbach (R) Kötsching (R) Steinbach (R) Wies (R) Kastengstatt (D) Gratten (R) Moosegg (W) Kirchbichl (D) Winkelheim (R) Kirchbichler Boden Boden (R) Bruckhäusl (D) Luech (R) Mühltal (R) Obing (R) Paisslberg (R) Oberndorf (D) Brugger Mühle (D) Gasteig (D) |
| Legende                | |

| In der Spalte Katastralgemeinden sind sämtliche Katastralgemeinden einer Gemeinde angeführt. In der Klammer ist die jeweilige Fläche in km² angegeben. |
| In der Spalte Ortschaften sind sämtliche von der Statistik Austria erfassten Siedlungen, die auch eine eigene Ortschaftskennziffer aufweisen, angeführt. In der Hierarchieebene derselben Spalte, rechts eingerückt, werden nur Ansiedlungen, die mindestens aus mehreren Häusern bestehen, dargestellt. Die wichtigsten der verwendeten Abkürzungen sind: - M = Hauptort der Gemeinde - Stt = Stadtteil - R = Rotte - W = Weiler - D = Dorf - ZH = Zerstreute Häuser - Sdlg = Siedlung - Hgr = Häusergruppe - E = Einzelgehöft (nur wenn sie eine eigene Ortschaftskennziffer haben) Die komplette Liste der Statistik Austria ist in: Topographische Siedlungskennzeichnung nach STAT Zu beachten ist, dass manche Orte unterschiedliche Schreibweisen haben können. So können sich Katastralgemeinden anders schreiben als gleichnamige Ortschaften bzw. Gemeinden. Quelle: Statistik Austria – |

Die Gemeinde besteht aus einer einzigen, gleichnamigen Katastralgemeinde.
Ortschaften (und Ortsteile) sind: Bichlwang (mit Glaurach u. a.), Kastengstatt (mit Gratten und Moosegg), Kirchbichl (mit Winkelheim), Kirchbichler Boden (mit Bruckhäusl, Luech, Mühltal, Paisslberg u. a.) und Oberndorf (mit Brugger Mühle und Gasteig).

### Nachbargemeinden
| Langkampfen |                                             | Schwoich        |
| Angath      | Kompassrose, die auf Nachbargemeinden zeigt | Bad Häring Söll |
|             | Wörgl                                       | Itter (KB)      |

## Geschichte
Von der größten befestigten Siedlung der Hallstattzeit in Tirol sind noch zwei Wallmauern auf dem Grattenbergl erhalten. Bereits für das Jahr 790 ist eine Urpfarre in Bichlwang belegt. Die erste urkundliche Erwähnung des Namens Kirchbichl stammt aus dem Jahr 1150. Zur Zeit des Bergbaues im Brixental war Kastengstatt der Hauptumschlagplatz. Hier befand sich neben der Anlegestelle der Innschifffahrt vom 16. Jahrhundert bis 1888 auch ein Schmelzwerk, das jährlich 7000 Kubikmeter Eisen produzierte. Ab dem 18. Jahrhundert wurde Braunkohle aus Häring verladen und nach Hall transportiert. Mit der Errichtung der Westbahn verlagerte sich der Transport auf die Schiene. Ab 1854 wurde in Häring Mergel abgebaut und in Perlmoos, das zur Gemeinde Kirchbichl gehörte, verarbeitet. Aus dieser Mühle entstand 1872 die Kalk- und Portlandzementfabrik AG Perlmoos, die bis 1997 hier Zement herstellte.
Das Grattenbergl war unter anderem ein Schauplatz des Tiroler Freiheitskampfes gegen die bayerischen und französischen Truppen.
Die Gemeinde ist 1999 dem Klimabündnis Tirol beigetreten.

### Einwohnerentwicklung
| Kirchbichl: Einwohnerzahlen von 1869 bis 2024       | Kirchbichl: Einwohnerzahlen von 1869 bis 2024 | Kirchbichl: Einwohnerzahlen von 1869 bis 2024 | Kirchbichl: Einwohnerzahlen von 1869 bis 2024 | Kirchbichl: Einwohnerzahlen von 1869 bis 2024 |
| --------------------------------------------------- | --------------------------------------------- | --------------------------------------------- | --------------------------------------------- | --------------------------------------------- |
| Jahr                                                |                                               |                                               |                                               | Einwohner                                     |
| 1869                                                | 1869                                          |                                               | 1.259                                         | 1.259                                         |
| 1880                                                | 1880                                          |                                               | 1.330                                         | 1.330                                         |
| 1890                                                | 1890                                          |                                               | 1.892                                         | 1.892                                         |
| 1900                                                | 1900                                          |                                               | 2.510                                         | 2.510                                         |
| 1910                                                | 1910                                          |                                               | 3.028                                         | 3.028                                         |
| 1923                                                | 1923                                          |                                               | 3.126                                         | 3.126                                         |
| 1934                                                | 1934                                          |                                               | 3.456                                         | 3.456                                         |
| 1939                                                | 1939                                          |                                               | 3.549                                         | 3.549                                         |
| 1951                                                | 1951                                          |                                               | 3.914                                         | 3.914                                         |
| 1961                                                | 1961                                          |                                               | 4.064                                         | 4.064                                         |
| 1971                                                | 1971                                          |                                               | 4.689                                         | 4.689                                         |
| 1981                                                | 1981                                          |                                               | 4.784                                         | 4.784                                         |
| 1991                                                | 1991                                          |                                               | 4.960                                         | 4.960                                         |
| 2001                                                | 2001                                          |                                               | 5.060                                         | 5.060                                         |
| 2011                                                | 2011                                          |                                               | 5.348                                         | 5.348                                         |
| 2021                                                | 2021                                          |                                               | 5.928                                         | 5.928                                         |
| 2024                                                | 2024                                          |                                               | 6.009                                         | 6.009                                         |
| Quelle(n): Statistik Austria, Gebietsstand 1.1.2021 |                                               |                                               |                                               |                                               |

## Kultur und Sehenswürdigkeiten

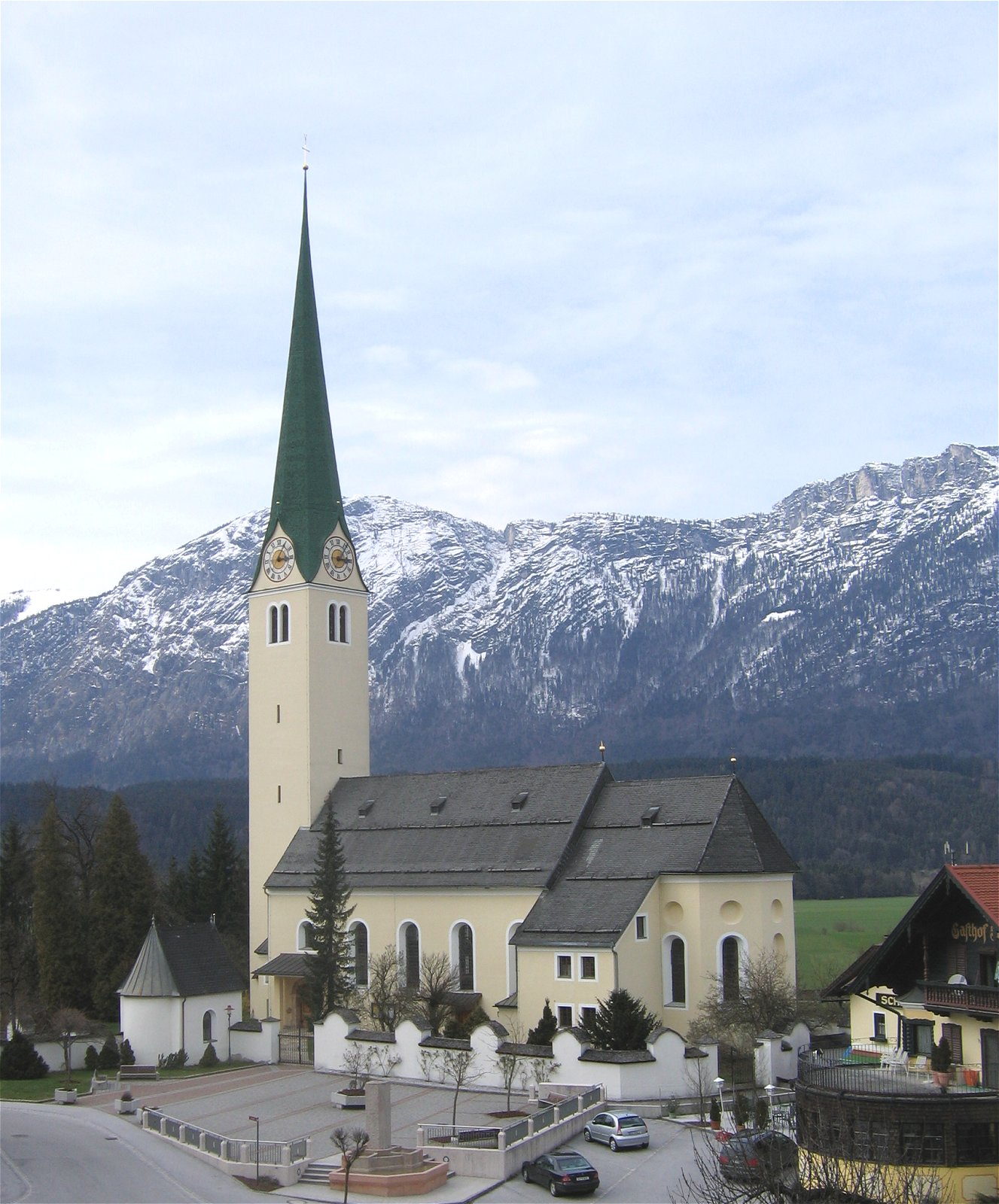
Pfarrkirche Kirchbichl

### Bauwerke
- Pfarrkirche Kirchbichl: Der gotische Kirchenbau wurde von 1733 bis 1735 durch den Baumeister Jakob Singer stark verändert und barockisiert. Die Kirche ist von der ehemaligen Friedhofsmauer mit Kreuzwegnischen umgeben.

### Regelmäßige Veranstaltungen
Jährlich im Sommer findet der Kirchbichl-Triathlon statt und 2017 wurde diese Sportveranstaltung bereits das 32. Mal ausgetragen.

## Wirtschaft und Infrastruktur

### Ansässige Unternehmen
- Die Mainzer Gewürzmühle Moguntia produziert seit 2001 in Kirchbichl.
- Kirchbichl hat seit der Schließung der Vollproduktion eine Zementindustrie in Form einer Zementmahl- und Versandanlage, welche die Firma Schretter & Cie, Portlandzement- und Kalkwerk mit Firmensitz in Vils betreibt. Das Halbfabrikat Portlandzementklinker wird aus Vils mit der Bahn (von Vils bis Garmisch mit der Außerfernbahn) angeliefert.
- Das Moorstrandbad hat eine Fläche von etwa einem Hektar und eine größte Tiefe von über drei Metern.
- Das Laufwasserkraftwerk Kirchbichl.

### Verkehr
Kirchbichl liegt an der Tiroler Straße B 171 (Kufstein – Wörgl – Innsbruck – Landeck), an der Loferer Straße B 178 (Kirchbichl – St. Johann in Tirol – Lofer), an der Inntalautobahn A 12 (Ausfahrten Kirchbichl und Wörgl-Ost) und an zwei Eisenbahnstrecken, nämlich der Unterinntalbahn (Kufstein – Wörgl – Innsbruck) sowie der Giselabahn (Salzburg – Bischofshofen–Zell am See–Kitzbühel–Bruckhäusl–Wörgl), einer Teilstrecke der österreichischen Westbahn.
Beide Bahnstrecken treffen im benachbarten Hauptbahnhof von Wörgl zusammen.
Der Bahnhof Kirchbichl liegt an der Unterinntalbahn und die Haltestelle „Wörgl Süd – Bruckhäusl“ an der Giselabahn.
Letztere liegt auf dem Stadtgebiet der Nachbargemeinde Wörgl, nahe der Gemeindegrenze im Stadtteil „Wörgl Boden“, der zusammen mit dem Ortsteil „Kirchbichl Boden“ den gemeinsamen Flurnamen „Bruckhäusl“ trägt. Beide Stationen werden von Wörgl-Hauptbahnhof aus gesteuert und an beiden halten Schnellbahnzüge der Tiroler S-Bahn: Die Linie S4 im Bahnhof Kirchbichl, die S8 in Wörgl-Süd/Bruckhäusl und außerdem auch Regional- sowie einige Regionalexpresszüge.
Nächstgelegener Schnellzughalt ist der Großbahnhof und Eisenbahnknotenpunkt Wörgl Hbf.
Im Bahnhof Kirchbichl befinden sich neben drei Bahnsteiggleisen für den Personenverkehr auch umfangreiche Güterverladeanlagen, insbesondere für die hier angesiedelte Zementindustrie.
Werktags enden und beginnen dort mehrere Güterzüge.

## Politik

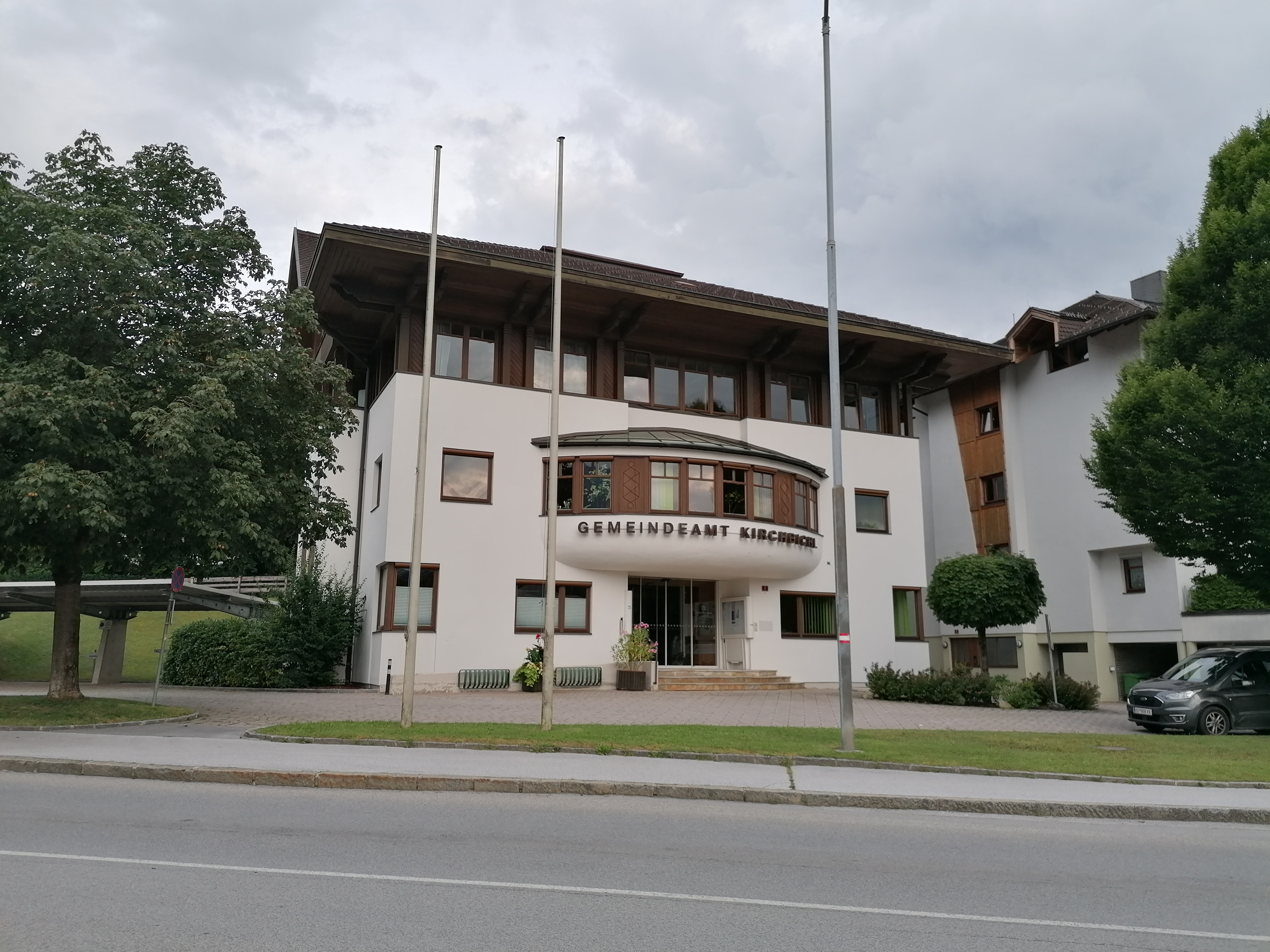
Gemeindeamt

### Gemeinderat
In den Gemeinderat werden 17 Mandatare gewählt.
| Partei                                    | 2022  | 2022    | 2016  | 2016    | 2010  | 2010    | 2004  | 2004    |
| Partei                                    | %     | Mandate | %     | Mandate | %     | Mandate | %     | Mandate |
| ----------------------------------------- | ----- | ------- | ----- | ------- | ----- | ------- | ----- | ------- |
| Offene Kirchbichler Liste (OKL)           | 32,47 | 6       |       |         |       |         |       |         |
| Bürgermeisterliste Herbert Rieder (BLR)3) | 31,85 | 6       | 40,72 | 7       | 49,36 |         | 52,53 | 9       |
| Menschen Freiheit Grundrechte (MFG)       | 13,31 | 2       |       |         |       |         |       |         |
| gemma gemeinsam-miteinander-aktiv         | 9,75  | 2       | 9,19  | 1       | 15,35 |         | 17,60 | 3       |
| Grüne Kirchbichl – Franz Hörmann1)        | 8,42  | 1       | 7,69  | 1       | 814   |         | 5,91  | 1       |
| Vereinigtes Kirchbichl                    | 4,21  | 0       |       |         |       |         |       |         |
| Kirchbichler Liste Tiroler Volkspartei2)  |       |         | 25,17 | 5       | 27,16 |         | 23,96 | 4       |
| Freiheitliche Kirchbichler Liste – FPÖ    |       |         | 17,23 | 3       |       |         |       |         |

1) Der Listenname 2004 und 2010 lautete „Kirchbichler Umwelt-Liste-Franz Hörmann“
2) Der Listenname 2004 lautete „Kirchbichler Liste“
3) Der Listenname lautete bis 2016 „SPÖ – Liste Bürgermeister Herbert Rieder“

### Bürgermeister
- 1935–1938: Josef Unterrainer
- 1945–1976: Adolf Netsch (SPÖ)
- 1976–1991: Sebastian Frisch (SPÖ)
- seit 1991: Herbert Rieder (SPÖ)[8]

### Wappen
Der Gemeinde wurde 1974 folgendes Wappen verliehen: Ein von Silber und Rot gespaltener Schild, im rechten Feld zwei schwarze, sich vom Schildfuß zum Schildrand verjüngende Pfähle, im linken Feld drei silberne Innschiffe.
Die Pfähle symbolisieren die Entwicklung zu einer Industriegemeinde, die Innschiffe erinnern an die Innschifffahrt.

## Söhne und Töchter der Gemeinde
- Max Bamberger (1861–1927), Chemiker
- Sebastian Feiersinger (1913–1984), Opernsänger
- Marco Friedl (* 1998), österreichischer Fußballspieler
- Otto Juch (1876–1964), Finanzminister
- Josef Lettenbichler (* 1970), Nationalratsabgeordneter (ÖVP)
- Jakob Mayr (1924–2010), Weihbischof in Salzburg
- Flaminio Piccoli (1915–2000), Journalist und Politiker
- Anton Rausch (1913–1944), Widerstandskämpfer gegen den Nationalsozialismus
- Daniela Schmiderer (* 1992), Journalistin und Fernsehmoderatorin
- Robert Strobl (1933–2009), Nationalratsabgeordneter (SPÖ)
- Egon Zimmermann I (1933–2016), Skirennläufer international